# Frisch Auf Göppingen
Frisch Auf Göppingen ist ein Sportverein aus Göppingen in Baden-Württemberg. Der Verein wurde 1896 als Turnclub Frisch Auf Göppingen (TC Frisch Auf Göppingen) gegründet.
Frisch Auf ist weltweit vor allem durch die Erfolge seiner Handball-Männermannschaft bekannt geworden, die zwischen 1954 und 1972 insgesamt neunmal Deutscher Meister in der Halle wurde, zudem zweimal auf dem Feld und zweimal den Europapokal der Landesmeister gewann. Mit vier Europapokalsiegen im EHF Cup in den Jahren 2011, 2012, 2016 und 2017 gelang Frisch Auf der Brückenschlag zu den Erfolgen der Vergangenheit und die Rückkehr in den deutschen und europäischen Spitzenhandball.
Außerdem spielte auch die Frauen-Handballmannschaft von Frisch Auf von 2009 bis 2021 wieder in der Bundesliga, nachdem diese bereits 2006/2007 ein Jahr lang erstklassig war, den Klassenerhalt damals allerdings nicht schaffte. Nach dreijähriger Zweitklassigkeit gelang im Jahr 2024 der Wiederaufstieg in die Frauen-Bundesliga. Frisch Auf Göppingen ist damit der einzige Verein in Deutschland, der in der Saison 2024/2025 sowohl in der Männer-Bundesliga als auch in der Frauen-Bundesliga mit einer Mannschaft vertreten ist.
Darüber hinaus betreibt der Verein Abteilungen für zahlreiche weitere Sportarten (insgesamt 18 Abteilungen).

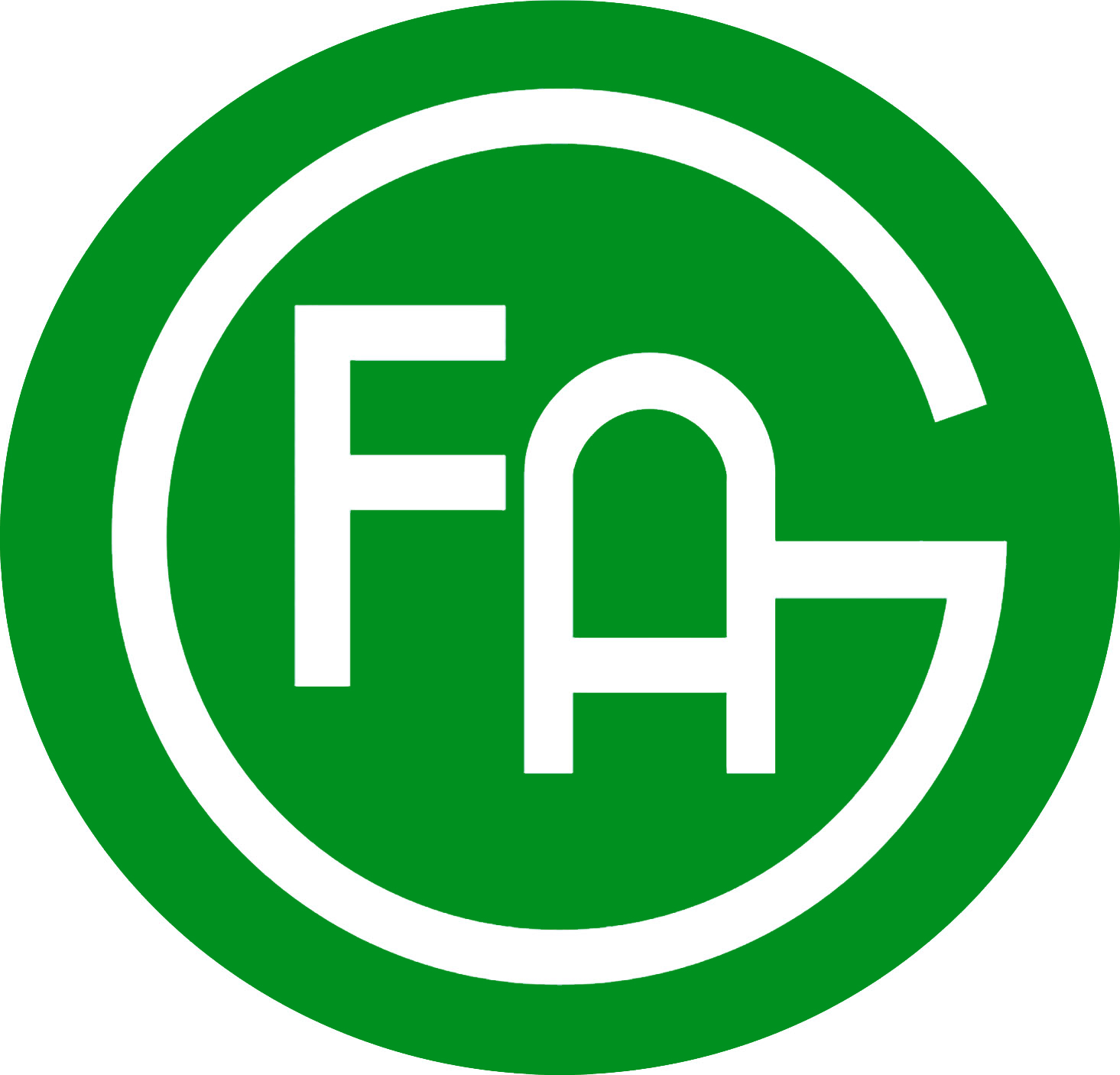
Neues Logo seit 2024

## Geschichte
Frisch Auf Göppingen wurde 1896 als Turnclub Göppingen gegründet. Ab 1917 trat der Handball auch in Göppingen stärker in den Vordergrund. Im Oktober 1920 gründete sich im Verein eine eigene Handballabteilung. Im Februar 1921 folgte das erste offizielle Handballspiel gegen die Turngemeinde Göppingen. In den 1920er Jahren entwickelte sich der Spielverkehr auf regionaler Ebene, ehe sich Göppingen in den 1930er und 1940er Jahren zur Handball-Hochburg im Filstal und Nordwürttemberg entwickelte. 1971 fusionierte der Turnclub Frisch Auf Göppingen mit dem Polizeisportverein Göppingen zur Turn- und Polizeisportgemeinschaft Frisch Auf Göppingen. Im Jahr 2024 erfolgte eine Umbenennung des Vereins zu Frisch Auf Göppingen.

### Handball Männer
Nach dem Zweiten Weltkrieg wurde Frisch Auf 1946 erstmals Württembergischer Meister im Feldhandball. Danach begann die große Zeit des Vereins im überregionalen Handball, als die Kempa-Brüder nach Göppingen kamen; Bernhard Kempa war Anfang der 1950er Jahre die „dominierende Figur im deutschen Handball“. Unter seiner Führung holte Frisch Auf bereits 1949 im Feldhandball seinen ersten von insgesamt zwölf Süddeutschen Meistertiteln bis 1968. Im Jahr 1953 gewann der Turnclub auch erstmals die Württembergische Landesmeisterschaft in der Halle, die von da an bis 1966 mit einer Ausnahme immer an Göppingen ging.
Das Jahr des überregionalen Durchbruchs mit Deutschen Meistertiteln in der Halle und auf dem Großfeld war 1954. Es begann mit einem Ereignis, welches den Erfolg der Göppinger zunächst komplett in Frage zu stellen schien: Bei einem Verkehrsunfall auf der Rückfahrt von einem Spiel verletzten sich sechs Göppinger Spieler so schwer, dass ihre sportliche Laufbahn beendet war. Damit mussten sechs Spieler aus der A-Jugend in die erste Mannschaft aufrücken, die gleich beim ersten überregionalen Auftritt die erste Süddeutsche Meisterschaft im Hallenhandball für den Turnclub gewannen. Dennoch wurden der Mannschaft um Bernhard Kempa beim anschließenden Endrundenturnier um die Deutsche Hallenmeisterschaft 1954 wenig Chancen eingeräumt, sie galt schlicht als zu unerfahren – der Sieg im Endspiel über den Seriensieger seit 1950, SV Polizei Hamburg, wurde in der Szene als große Überraschung wahrgenommen; als Sensation galt zeitgenössisch dann der Titelgewinn im selben Jahr 1954 im damals noch wesentlich populäreren Feldhandball. Damit war der Grundstein der Göppinger Erfolgsgeschichte gelegt. Die Mannschaft wurde nochmals 1957 Deutscher Feldhandballmeister, v. a. aber machte Frisch Auf sich einen Namen als spielstarke Hallenhandballmannschaft: Zwischen 1954 und 1967 wurde der Titel des Süddeutschen Meisters zwölfmal gewonnen, siebenmal wurde Göppingen anschließend Deutscher Meister im Hallenhandball (1954, 1955, 1958, 1959, 1960, 1961 und 1965), außerdem zweimal Vizemeister (1957 und 1962) und war damit mit Abstand die erfolgreichste Mannschaft im Hallenhandball vor Einführung der Hallenhandball-Bundesliga zur Spielzeit 1966/67. In den Jahren 1960 und 1962 feierte Göppingen als erste deutsche Vereinsmannschaft internationale Erfolge mit dem Gewinn des Europapokals der Landesmeister (Name seit 1994: EHF Champions League). Dies war umso bemerkenswerter, als Göppingen zur damaligen Zeit noch keine eigene Handballhalle hatte.
Allerdings verpasste Frisch Auf 1966 zunächst genauso wie die drei anderen „Altmeister“ (THW Kiel, SV Polizei Hamburg und Berliner SV 1892) die Qualifikation für die neu geschaffene Hallenhandball-Bundesliga durch eine 2:3-Niederlage gegen den TSV Zirndorf im entscheidenden Platzierungsspiel der Vorrunde der Süddeutschen Meisterschaft. Erst 1967 gelang der Mannschaft als Süddeutscher Meister, nach einem hart umkämpften 14:13 im dritten Entscheidungsspiel in Dietzenbach gegen den Südwestmeister TV 05 Erbach aus dem Saarland, der Aufstieg. In den folgenden sieben Jahren belegte Frisch Auf immer einen der ersten beiden Plätze der Bundesliga-Südstaffel, in den Finalspielen 1970 und 1972 gelangen die beiden letzten nationalen Titelgewinne, 1973 außerdem nochmals die Vizemeisterschaft. Im Jahre 1984 wurde der Verein zu einem Zwangsabstieg verurteilt, nachdem Göppingen dem Spieler Jerzy Klempel Geld bezahlt hatte, was damals nach dem Amateurstatut nicht erlaubt war. Es gelang zwar der direkte Wiederaufstieg, doch 1989 musste Frisch Auf den sportlichen Abstieg in die 2. Bundesliga hinnehmen.
Nachdem die Göppinger ab 1989 zweitklassig spielten – dabei von 1994 bis 1997 in einer Spielgemeinschaft mit dem TSV Scharnhausen, dessen Spielrecht für die 2. Bundesliga sie nach Auflösung der Spielgemeinschaft übernahmen –, stiegen sie erst 2001 wieder in die erste Liga auf. Im Jahr 2011 gelang dem Traditionsverein nach 49 Jahren ohne internationalen Titel der Sieg im EHF-Pokal gegen den TV Großwallstadt. Diesen Cup konnte Frisch Auf ein Jahr später gegen die französische Mannschaft Dunkerque HBGL verteidigen. 2013 verlor man im Halbfinale des Wettbewerbs im Final-Four-Turnier in Nantes gegen die Rhein-Neckar Löwen. 2016 dagegen gewann Göppingen den EHF-Cup beim Final-Four-Turnier in Nantes durch Siege gegen Chambery HB und den Gastgeber HBC Nantes zum dritten Mal und verteidigte den Pokal 2017 beim Endturnier in Göppingen mit Erfolgen gegen den SC Magdeburg und die Füchse Berlin. Im Jahr 2018 erreichte Frisch Auf erneut das EHF-Cup Final-Four-Turnier in Magdeburg, unterlag aber im Halbfinale den Füchsen Berlin mit 24:27.

### Handball Frauen
Die Damenmannschaft stieg 1999 als Meister der Regionalliga Süd in die 2. Bundesliga auf. Dort erreicht man in der Saison 2004/05 als Meister der Staffel Süd erstmals die Aufstiegs-Play-offs zur ersten Bundesliga. Die Frisch-Auf-Damen siegten im Halbfinale gegen SV BVB 49 aus Berlin, scheiterte dann aber im Finale an der TSG Ketsch. In der darauffolgenden Saison belegte Frisch Auf Göppingen nur den dritten Platz, konnte sich aber dennoch in den Aufstiegs-Play-offs gegen TV Beyeröhde und TuS Weibern durchsetzen. Nachdem die Frauenmannschaft von Frisch Auf Göppingen in der Saison 2006/07 in der ersten Handball-Bundesliga gespielt hatte, den Klassenerhalt aber nicht schaffte, gelang in der folgenden Saison direkt der Wiederaufstieg. Somit war Frisch Auf Göppingen als einziger deutscher Handballverein von 2008 bis 2021 sowohl mit seiner Herren- als auch mit seiner Frauenmannschaft in der jeweiligen 1. Bundesliga und ab der Saison 2009/10 in den Europapokal-Wettbewerben vertreten. Nach der Saison 2020/2021 stieg das Team in die 2. Bundesliga ab. In der Saison 2021/22 scheiterten die Göppinger Damen als Tabellenzweiter in der Relegation um den Aufstieg in die 1. Bundesliga am BSV Sachsen Zwickau. In der Saison 2023/2024 gelang schließlich als Zweitligameister der souveräne Wiederaufstieg in die 1. Liga zur Saison 2024/2025. Die Profimannschaft der Frisch Auf Frauen ist in eine von der Männermannschaft unabhängige GmbH ausgelagert.

### Erfolge
- Deutscher Meister (11, davon 2 Feldhandball)
 1954, 1954 (Feldhandball), 1955, 1957 (Feldhandball), 1958, 1959, 1960, 1961, 1965, 1970, 1972

- Europapokal der Landesmeister (2)
 1960, 1962

- EHF-Pokal (4)
 2011, 2012, 2016, 2017

### Ehemalige Spieler
- Dalibor Anušić, ehemaliger kroatischer Nationalspieler, EHF-Pokalsieger mit Frisch Auf  2011 und 2012
- Dieter Bartke, ehemaliger deutscher Nationalspieler, galt 1993 zusammen mit Andreas Thiel, bei Bayer Dormagen als bestes Torwart-Duo der Liga
- Peter Bucher, ehemaliger deutscher Nationalspieler, Deutscher Meister mit Frisch Auf 1970 und 1972, Olympiasechster 1972
- Sergej Budanow, ehemaliger sowjetisch-ukrainischer Handballspieler, Torschützenkönig der 2. Handball-Bundesliga 1991/92, seit 2001 Trainer beim TV Gelnhausen
- Ulrich Derad, ehemaliger deutscher Nationalspieler, spielte drei Jahre für Frisch Auf. Heute Hauptgeschäftsführer des Landessportverband Baden - Württemberg.
- Armin Emrich, ehemaliger Nationalspieler (27 Spiele/22 Tore) und u. a. Trainer der Nationalmannschaften von Deutschland (Männer) (1992–1993), Deutschland (Frauen) (2005–2009), sowie der Schweiz (Männer) (1995–1996)
- Jaume Fort, ehemaliger spanischer Nationalspieler, ehemaliger Torwart von Frisch Auf, EHF-Pokalsieger 1993 und 1994
- Martin Galia, Spieler bei TSV St. Otmar St. Gallen, ehemals TV Großwallstadt und TBV Lemgo, 97 Länderspiele für Tschechien
- Jaliesky García, ehemaliger Nationalspieler von Kuba und Island, sowie aktueller Nationaltrainer von Puerto Rico
- Gerhard Grill, ehemaliger 33-facher deutscher Nationalspieler, gewann mit Frisch Auf sechs deutsche Meisterschaften
- Michael Haaß, ehemaliger deutscher Nationalspieler, dreifacher EHF-Pokalsieger mit Frisch Auf 2011 und 2012 und Weltmeister 2007
- Kai Häfner, deutscher Nationalspieler, Europameister 2016, EHF-Pokalsieger mit Frisch Auf  2011, Olympiadritter 2016 und Olympiazweiter 2024
- Stefan Kellner, ehemaliger deutscher Nationalmannschaftstorwart
- Bernhard Kempa, gewann mit Frisch Auf als Spieler und Trainer neun deutsche Meistertitel, zwei davon im Feldhandball, war deutscher Nationalspieler, zweimaliger Weltmeister mit der Feldhandballnationalmannschaft 1952 und 1955. Er ist Erfinder des Kempa-Tricks
- Jerzy Klempel, 3-maliger Torschützenkönig der Handballbundesliga und ehemaliger polnischer Nationalspieler
- Lars Kaufmann, deutscher Nationalspieler und Spieler bei SG Flensburg-Handewitt, ehemals TBV Lemgo und HSG Wetzlar. Zweifacher EHF-Pokalsieger mit Frisch Auf  Göppingen 2011 und 2012
- Aleksandar Knežević, ehemaliger jugoslawischer Nationalspieler, ehemaliger Spieler von Frisch Auf, Trainer und Geschäftsführer von Frisch Auf Frauen
- Michael Kraus, deutscher Nationalspieler und Weltmeister 2007, EHF-Pokalsieger mit Frisch Auf  Göppingen 2016, deutscher Meister 2011 und Champions-League-Sieger 2013 mit HSV Hamburg
- Volker Michel, ehemals 19-facher deutscher Nationalspieler und Spieler u. a. bei HSG Wetzlar und TUSEM Essen
- Marc Nagel, ehemaliger deutscher Nationalspieler, Aufstieg mit Frisch Auf in die Bundesliga 2001, sportlicher Leiter bei Frisch Auf 2004
- Dragoș Oprea, ehemaliger deutscher Nationalspieler, zweifacher EHF-Pokalsieger mit Frisch Auf Göppingen 2011 und 2012, spielte dreizehn Jahre für den Verein
- Uwe Rathjen, ehemaliger deutscher Nationalmannschaftstorwart, zweifacher deutscher Meister mit Frisch Auf, Olympiateilnehmer 1972
- Oliver Roggisch, ehemaliger deutscher Nationalspieler, Spieler der Rhein-Neckar Löwen, bei SC Magdeburg und TUSEM Essen
- Horst Singer, ehemaliger deutscher Nationalspieler (23 Spiele/68 Tore), gewann mit Frisch Auf sechsmal die deutsche Meisterschaft (im Hallenhandball 1954, 1955, 1965 und 1970; im Feldhandball 1954 und 1957) und den Europapokal der Landesmeister (1962), sowie mit der deutschen Nationalmannschaft den Weltmeistertitel im Feldhandball 1955.
- Christian Schöne, ehemaliger deutscher Nationalspieler, deutscher Meister 2001 und  Champions-League-Sieger 2002 mit SC Magdeburg, vierfacher EHF-Pokalsieger mit Frisch Auf Göppingen und Europameister 2004, inzwischen Sportlicher Leiter von Frisch Auf Göppingen
- Martin Schwalb, ehemaliger deutscher Nationalspieler, Spieler bei TV Großwallstadt, TUSEM Essen und SG Wallau/Massenheim sowie Trainer des HSV Hamburg und der HSG Wetzlar
- Günter Schweikardt, deutscher Meister 1972 mit Frisch Auf, ab 1973 Trainer von TV Bittenfeld, aktuell Sportlicher Leiter und Verantwortlicher für den Bereich Sport in der Gesellschafterversammlung der TVB 1898 Handball GmbH & Co. KG
- Bruno Souza, ehemaliger brasilianischer Nationalspieler und Spieler bei HBC Nantes und HSV Hamburg
- David Szlezak, ehemaliger österreichischer Nationalspieler, Handballer des Jahres Österreich 1996, DHB-Pokalfinalist 2006, 2007, inzwischen Marketingdirektor der EHF
- Enid Tahirovic, ehemaliger bosnischer Nationalspieler, Handballer des Jahres Bosnien 2006, EHF-Pokalsieger mit Frisch Auf 2011 und 2012, aktuell Vize-Präsident des Handballverbands in Bosnien/Herzegowina
- Lars-Henrik Walther, ehemaliger Spieler bei TSV Bayer Dormagen und TBV Lemgo und Trainer der SG Lauterstein, Mitbegründer des Frisch Auf-Handball-Nachwuchscenter
- Willi Weiß, ehemaliger deutscher Nationalspieler, Spieler bei Frisch Auf 1976 bis 1987, Niederlassung als Kassenarzt 1993, gründete ein ambulantes OP-Zentrum 1995
- Adrian Pfahl, deutscher Nationalspieler, EHF-Pokalsieger mit Frisch Auf  2016 und 2017
- Žarko Šešum, ehemaliger serbischer Nationalspieler. EHF-Pokalsieger mit Frisch Auf 2016 und 2017
- Pavel Horák, tschechischer Nationalspieler, EHF-Pokalsieger mit Frisch Auf 2011 und 2012
- Manuel Späth, ehemaliger deutscher Nationalspieler, vierfacher EHF-Pokalsieger mit Frisch Auf
- Tim Kneule, ehemaliger deutscher Nationalspieler, vierfacher EHF-Pokalsieger mit Frisch Auf, spielte 18 Jahre für den Verein

### Ehemalige Spielerinnen
- Maike Brückmann, ehemaliger Nationalspielerin und Teilnehmerin an der Weltmeisterschaft 2007
- Nicole Dinkel, ehemalige Nationalspielerin für die Schweiz
- Melanie Herrmann, Nationalspielerin für Deutschland und Österreich
- Joyce Hilster, ehemalige Nationalspielerin für die Niederlande und Teilnehmerin an der Weltmeisterschaft 2011
- Seline Ineichen, ehemalige Nationalspielerin für die Schweiz
- Jasmina Janković, Nationalspielerin für die Niederlande und Teilnehmerin an der Weltmeisterschaft 2013 sowie den  Olympischen Spielen 2016
- Jenny Karolius, Nationalspielerin
- Maria Kiedrowski, Nationalspielerin
- Alexandra Meisl, ehemalige Nationalspielerin und Teilnehmerin an der Weltmeisterschaft 2005 sowie an den Europameisterschaften 2004 und 2006
- Ania Rösler, ehemalige Nationalspielerin
- Beate Scheffknecht, Nationalspielerin für Österreich und Teilnehmerin an den Weltmeisterschaften 2007 und 2009 sowie an der Europameisterschaft 2008
- Aline Silva dos Santos, ehemalige Nationalspielerin für Brasilien und Teilnehmerin an den Olympischen Spielen 2004 und 2008
- Wendy Smits, ehemalige Nationalspielerin für die Niederlande
- Birute Stellbrink, ehemalige Nationalspielerin für Litauen
- Alena Vojtíšková, ehemalige Nationalspielerin für Tschechien
- Karin Weigelt, Nationalspielerin für die Schweiz
- Anouk van de Wiel, Nationalspielerin für die Niederlande

### Frisch Auf! Hall of Fame
Frisch Auf Göppingen hat im Jahr 2024 eine Frisch Auf! Hall of Fame gegründet, in die im Lauf der nächsten Jahre verdiente ehemalige Spieler und Trainer aufgenommen werden. Am 17. Februar 2025 wurde Bernhard Kempa feierlich in diese Frisch Auf! Hall of Fame aufgenommen. Ihm folgte am 8. März 2025 mit dem 90-jährigen Horst Singer der letzte noch lebende Handball-Weltmeister von 1955.

## Männer Handballbundesligamannschaft

### Kader 2025/26
| Nr. | Nat.        | Name                  | Position | Geburtstag | Größe  | seit | Letzter Verein          |
| --- | ----------- | --------------------- | -------- | ---------- | ------ | ---- | ----------------------- |
| 01  | Deutschland | Julian Buchele        | TW       | 30.04.2004 | 1,90 m | 2020 | eigene Jugend           |
| 12  | Norwegen    | Kristian Sæverås      | TW       | 22.06.1996 | 1,97 m | 2025 | SC DHfK Leipzig         |
| 79  | Deutschland | Titus Lewe            | TW       |            |        | 2024 | TSV Ottobeuren          |
| 02  | Deutschland | Oskar Neudeck         | RL       | 04.02.2002 | 1,90 m | 2011 | eigene Jugend           |
| 05  | Niederlande | Rutger ten Velde      | LA       | 05.03.1997 | 1,78 m | 2024 | TuS N-Lübbecke          |
| 07  | Danemark    | Victor Kløve          | RL       | 27.06.2002 | 1,97 m | 2024 | Aalborg Håndbold        |
| 17  | Deutschland | Tim Goßner            | RA       | 07.09.2005 | 1,84 m | 2022 | JSG Blaustein/Söflingen |
| 20  | Schweden    | Ludvig Hallbäck       | RM       | 27.10.2000 | 1,85 m | 2024 | Bjerringbro-Silkeborg   |
| 22  | Schweden    | Erik Persson          | RR       | 09.05.1998 | 1,94 m | 2023 | Eskilstuna Guif         |
| 24  | Deutschland | Marcel Schiller       | LA       | 15.08.1991 | 1,89 m | 2013 | TV 1893 Neuhausen       |
| 25  | Schweden    | Ludvig Jurmala Åström | KM       | 29.12.1999 | 1,96 m | 2024 | IFK Kristianstad        |
| 27  | Schweden    | Oskar Sunnefeldt      | RL       | 21.04.1998 | 1,98 m | 2024 | SC DHfK Leipzig         |
| 28  | Osterreich  | Franko Lastro         | RA       | 13.03.2003 | 1,85 m | 2023 | SG Handball West Wien   |
| 33  | Island      | Ýmir Örn Gíslason     | KM       | 01.07.1997 | 1,92 m | 2024 | Rhein-Neckar Löwen      |
| 40  | Deutschland | Elias Newel           | RM       | 13.07.2004 | 1,92 m | 2022 | TSV Allach 09           |
| 42  | Deutschland | Martin Hanne          | RL       | 12.05.2001 | 1,93 m | 2025 | TSV Hannover-Burgdorf   |
| 77  | Deutschland | David Schmidt         | RR       | 19.10.1993 | 1,90 m | 2022 | Bergischer HC           |
| T   | Deutschland | Benjamin Matschke     |          | 19.07.1982 | 1,89 m | 2024 | HSG Wetzlar             |

### Transfers zur Saison 2025/26
| Zugänge                  | Zugänge          | Zugänge               |
| Nation                   | Name             | abgebender Verein     |
| ------------------------ | ---------------- | --------------------- |
| Deutschland              | Martin Hanne     | TSV Hannover-Burgdorf |
| Norwegen                 | Kristian Sæverås | SC DHfK Leipzig       |
| Stand: 30. Dezember 2024 |                  |                       |

| Abgänge            | Abgänge           | Abgänge             |
| Nation             | Name              | aufnehmender Verein |
| ------------------ | ----------------- | ------------------- |
| Kroatien           | Josip Šarac       | Tatabánya KC        |
| Niederlande        | Bart Ravensbergen | HSG Wetzlar         |
| Serbien            | Tibor Ivanišević  | GWD Minden          |
| Schweden           | Andreas Flodman   | Eskilstuna Guif     |
| Stand: 9. Mai 2025 |                   |                     |

### Saisonstatistiken
| Saison  | Liga                                                     | Platz | Spiele | S  | N  | U | Tore      | Tordifferenz | Punkte | DHB-Pokal     | Europapokal                                 |
| ------- | -------------------------------------------------------- | ----- | ------ | -- | -- | - | --------- | ------------ | ------ | ------------- | ------------------------------------------- |
| 2024/25 | Handball-Bundesliga                                      | 12.   | 34     | 10 | 20 | 4 | 928:1010  | −82          | 24:44  | 2. Runde      |                                             |
| 2023/24 | Handball-Bundesliga                                      | 15.   | 34     | 11 | 20 | 3 | 965:1019  | −54          | 23:45  | Achtelfinale  |                                             |
| 2022/23 | Handball-Bundesliga                                      | 14.   | 34     | 9  | 20 | 5 | 955:989   | −34          | 23:45  | 2. Runde      | European League 3. Platz                    |
| 2021/22 | Handball-Bundesliga                                      | 05.   | 34     | 17 | 13 | 4 | 975:987   | −12          | 38:30  | Achtelfinale  |                                             |
| 2020/21 | Handball-Bundesliga                                      | 07.   | 38     | 18 | 14 | 6 | 1055:1046 | +9           | 42:34  |               |                                             |
| 2019/20 | Handball-Bundesliga                                      | 11.   | 26     | 11 | 14 | 1 | 679:684   | −5           | 23:29  | Achtelfinale  |                                             |
| 2018/19 | Handball-Bundesliga                                      | 08.   | 34     | 17 | 15 | 2 | 901:899   | +2           | 36:32  | Viertelfinale |                                             |
| 2017/18 | Handball-Bundesliga                                      | 10.   | 34     | 12 | 15 | 7 | 903:909   | −6           | 31:37  | Viertelfinale | EHF-Pokal 4. Platz                          |
| 2016/17 | Handball-Bundesliga                                      | 10.   | 34     | 12 | 19 | 3 | 934:960   | −26          | 27:41  | 2. Runde      | EHF-Pokalsieger                             |
| 2015/16 | Handball-Bundesliga                                      | 06.   | 32     | 19 | 12 | 1 | 888:820   | +68          | 39:25  | Viertelfinale | EHF-Pokalsieger                             |
| 2014/15 | Handball-Bundesliga                                      | 05.   | 36     | 19 | 13 | 4 | 976:961   | +15          | 42:30  | Viertelfinale |                                             |
| 2013/14 | Handball-Bundesliga                                      | 12.   | 34     | 9  | 17 | 8 | 972:989   | −17          | 26:42  | Viertelfinale |                                             |
| 2012/13 | Handball-Bundesliga                                      | 11.   | 34     | 15 | 17 | 2 | 950:905   | +45          | 32:36  | 3. Runde      | EHF-Pokal 4. Platz                          |
| 2011/12 | Handball-Bundesliga                                      | 08.   | 34     | 15 | 16 | 3 | 901:914   | −13          | 33:35  | Achtelfinale  | EHF-Pokalsieger                             |
| 2010/11 | Handball-Bundesliga                                      | 05.   | 34     | 20 | 9  | 5 | 941:893   | +48          | 45:23  | Halbfinale    | EHF-Pokalsieger                             |
| 2009/10 | Handball-Bundesliga                                      | 06.   | 34     | 22 | 10 | 2 | 1001:985  | +16          | 46:22  | Viertelfinale | EHF-Pokal-Viertelfinale                     |
| 2008/09 | Handball-Bundesliga                                      | 06.   | 34     | 20 | 12 | 2 | 1015:921  | +94          | 42:26  | Achtelfinale  |                                             |
| 2007/08 | Handball-Bundesliga                                      | 09.   | 34     | 14 | 17 | 3 | 953:958   | −5           | 31:37  | Achtelfinale  |                                             |
| 2006/07 | Handball-Bundesliga                                      | 10.   | 34     | 14 | 18 | 2 | 1003:1018 | −15          | 30:38  | 2. Runde      |                                             |
| 2005/06 | Handball-Bundesliga                                      | 08.   | 34     | 17 | 14 | 3 | 989:977   | +12          | 37:31  | 3. Runde      | EHF-Pokalfinale                             |
| 2004/05 | Handball-Bundesliga                                      | 08.   | 34     | 17 | 15 | 2 | 978:963   | +15          | 36:32  | Halbfinale    |                                             |
| 2003/04 | Handball-Bundesliga                                      | 14.   | 34     | 9  | 23 | 2 | 890:954   | −64          | 20:48  | 4. Runde      |                                             |
| 2002/03 | Handball-Bundesliga                                      | 11.   | 34     | 11 | 18 | 5 | 881:921   | −40          | 27:41  | Halbfinale    |                                             |
| 2001/02 | Handball-Bundesliga                                      | 11.   | 34     | 11 | 19 | 4 | 824:879   | −55          | 26:42  | 4. Runde      |                                             |
| 2000/01 | 2. Handball-Bundesliga Süd                               | 01.   | 34     | 27 | 3  | 4 | 956:738   | +218         | 58:10  | 4. Runde      |                                             |
| 1999/00 | 2. Handball-Bundesliga Süd                               | 02.   | 34     | 27 | 5  | 2 | 920:777   | +143         | 56:12  | 3. Runde      |                                             |
| 1998/99 | 2. Handball-Bundesliga Süd                               | 06.   | 34     | 20 | 11 | 3 | 901:806   | +95          | 43:25  | 3. Runde      |                                             |
| 1997/98 | 2. Handball-Bundesliga Süd                               | 07.   | 34     | 19 | 14 | 1 | 884:840   | +44          | 39:29  | 2. Runde      |                                             |
| 1996/97 | 2. Handball-Bundesliga Süd Als SG Göppingen/Scharnhausen | 04.   | 34     | 21 | 12 | 1 | 949:856   | +93          | 43:25  | 1. Runde      |                                             |
| 1995/96 | 2. Handball-Bundesliga Süd Als SG Göppingen/Scharnhausen | 03.   | 34     | 25 | 9  | 0 | 894:725   | +169         | 50:18  | 3. Runde      |                                             |
| 1994/95 | 2. Handball-Bundesliga Süd Als SG Göppingen/Scharnhausen | 05.   | 34     | 21 | 10 | 3 | 794:742   | +52          | 45:23  | 2. Runde      |                                             |
| 1993/94 | 2. Handball-Bundesliga Süd                               | 17.   | 34     | 8  | 24 | 2 | 657:707   | −50          | 18:50  | 1. Runde      |                                             |
| 1992/93 | 2. Handball-Bundesliga Süd                               | 09.   | 26     |    |    |   | 546:546   | 0            | 24:28  | 1. Runde      |                                             |
| 1991/92 | 2. Handball-Bundesliga Süd                               | 03.   | 26     |    |    |   | 543:489   | +54          | 35:17  | 4. Runde      |                                             |
| 1990/91 | 2. Handball-Bundesliga Süd                               | 03.   | 26     |    |    |   | 601:546   | +55          | 40:12  | 1. Runde      |                                             |
| 1989/90 | 2. Handball-Bundesliga Süd                               | 04.   | 26     |    |    |   | 544:528   | +16          | 30:22  | Viertelfinale |                                             |
| 1988/89 | Handball-Bundesliga                                      | 13.   | 26     | 8  | 15 | 3 | 521:574   | −53          | 19:33  | 2. Runde      |                                             |
| 1987/88 | Handball-Bundesliga                                      | 07.   | 26     | 12 | 13 | 1 | 522:562   | −40          | 25:27  | Achtelfinale  |                                             |
| 1986/87 | Handball-Bundesliga                                      | 11.   | 26     | 9  | 14 | 3 | 547:602   | −55          | 21:31  | 1. Runde      |                                             |
| 1985/86 | Handball-Bundesliga                                      | 09.   | 26     | 9  | 14 | 3 | 615:656   | −41          | 21:31  | Achtelfinale  |                                             |
| 1984/85 | 2. Handball-Bundesliga Süd                               | 02.   | 28     |    |    |   | 674:534   | +140         | 45:11  | 1. Runde      |                                             |
| 1983/84 | Handball-Bundesliga*                                     | 07.   | 26     | 13 | 12 | 1 | 570:595   | −25          | 27:25  | Achtelfinale  |                                             |
| 1982/83 | Handball-Bundesliga                                      | 05.   | 24     | 13 | 10 | 1 | 505:491   | +14          | 27:21  | Viertelfinale |                                             |
| 1981/82 | Handball-Bundesliga                                      | 11.   | 26     | 8  | 15 | 3 | 453:487   | −34          | 19:33  | Achtelfinale  |                                             |
| 1980/81 | Handball-Bundesliga                                      | 04.   | 26     | 14 | 8  | 4 | 394:378   | +16          | 32:20  | Achtelfinale  |                                             |
| 1979/80 | Handball-Bundesliga                                      | 07.   | 26     | 12 | 12 | 2 | 452:427   | +25          | 26:26  | Halbfinale    |                                             |
| 1978/79 | Handball-Bundesliga                                      | 04.   | 26     | 16 | 9  | 1 | 467:423   | +44          | 33:19  | Achtelfinale  |                                             |
| 1977/78 | Handball-Bundesliga                                      | 08.   | 26     | 11 | 13 | 2 | 431:422   | +9           | 24:28  | Achtelfinale  |                                             |
| 1976/77 | Handball-Bundesliga Süd                                  | 05.   | 18     | 10 | 7  | 1 | 288:277   | +11          | 21:15  | Viertelfinale |                                             |
| 1975/76 | Handball-Bundesliga Süd                                  | 08.   | 18     | 6  | 10 | 2 | 291:324   | −33          | 14:22  |               |                                             |
| 1974/75 | Handball-Bundesliga Süd                                  | 06.   | 18     | 8  | 8  | 2 | 320:318   | +2           | 18:18  |               |                                             |
| 1973/74 | Handball-Bundesliga Süd Halbfinale                       | 02.   | 16     | 10 | 4  | 2 | 312:269   | +43          | 22:10  |               |                                             |
| 1972/73 | Handball-Bundesliga Süd Finale                           | 01.   | 14     | 9  | 3  | 2 | 265:208   | +57          | 20:8   |               | Europapokal der Landesmeister Viertelfinale |
| 1971/72 | Handball-Bundesliga Süd Deutscher Meister                | 01.   | 14     | 12 | 0  | 2 | 274:218   | +56          | 24:4   |               |                                             |
| 1970/71 | Handball-Bundesliga Süd Halbfinale                       | 02.   | 14     | 10 | 0  | 4 | 233:219   | +14          | 20:8   |               | Europapokal der Landesmeister 2. Runde      |
| 1969/70 | Handball-Bundesliga Süd Deutscher Meister                | 01.   | 14     | 13 | 0  | 1 | 268:200   | +68          | 26:2   |               |                                             |
| 1968/69 | Handball-Bundesliga Süd                                  | 02.   | 14     | 9  | 1  | 4 | 246:202   | +44          | 19:9   |               |                                             |
| 1967/68 | Handball-Bundesliga Süd                                  | 02.   | 14     | 9  | 0  | 5 | 236:205   | +31          | 18:10  |               |                                             |
| 1966/67 | Verbandsliga Württemberg Regionalmeister Süd             | 01.   | 9      |    |    |   | 96:44     | +52          | 16:2   |               |                                             |

- Zwangsabstieg in die 2. Bundesliga wegen Verstoßes gegen das Amateurstatut[23].

### Zuschauerstatistik Bundesliga
| Saison  | Gesamtzuschauer | Durchschnitt | Auslastung [%] |
| ------- | --------------- | ------------ | -------------- |
| 2024/25 | 81.906          | 4.818        | 86,0           |
| 2023/24 | 76.000          | 4.471        | 79,8           |
| 2022/23 | 65.600          | 3.859        | 68,9           |
| 2021/22 | 45.900          | 2.700        | 48,2           |
| 2020/21 | 2.108           | 124          | 2,2            |
| 2019/20 | 49.800          | 4.150        | 74,1           |
| 2018/19 | 75.600          | 4.447        | 79,4           |
| 2017/18 | 70.500          | 4.147        | 74,1           |
| 2016/17 | 88.450          | 4.612        | 82,4           |
| 2015/16 | 81.600          | 4.800        | 85,7           |
| 2014/15 | 78.400          | 4.913        | 87,7           |
| 2013/14 | 82.000          | 4.823        | 86,1           |
| 2012/13 | 79.000          | 4.647        | 83,0           |
| 2011/12 | 78.850          | 4.638        | 82,8           |
| 2010/11 | 81.000          | 4.765        | 85,1           |
| 2009/10 | 84.600          | 4.976        | 89,0           |
| 2008/09 | 87.600          | 5.153        | 83,4*          |
| 2007/08 | 73.376          | 4.316        | 86,1*          |
| 2006/07 | 67.459          | 3.968        | 93,6*          |
| 2005/06 | 61.152          | 3.597        | 90,4*          |
| 2004/05 | 68.552          | 4.032        | 86,0*          |

- Bis 2007 spielte Frisch Auf in der damals noch nicht umgebauten Hohenstaufenhalle (3.980 Plätze, heute: EWS Arena) und wich für die Spitzenspiele in die Porsche-Arena (6.181 Plätze) und die Hanns-Martin-Schleyer-Halle (10.000 Plätze) nach Stuttgart aus. Während der Umbauphase in der Rückrunde der Saison 2007/08 sowie der kompletten Saison 2008/09 spielte Frisch Auf ausschließlich in der Porsche-Arena in Stuttgart. Seit der Saison 2009/10 spielt Frisch Auf nun nur noch in der umgebauten und wesentlich erweiterten EWS Arena in Göppingen (5.600 Plätze).

### Fan-Hymne
Im Februar 2009 veröffentlichte die Band Die Fraktion, welche auch schon mehrere Lieder für den VfB Stuttgart schuf, die Frisch Auf-Fanhymne Mit Herz und Hand. Zustande kam das Lied, weil die Großmutter des Gitarristen Marc Lory die Band bat, ein Lied für ihren Heimatverein zu machen.

### Liste der Trainer
- 07/1966–06/1971: Bernhard Kempa
- 07/1971–06/1973: Edmund Meister
- 07/1973–12/1974: Heinz Tröger
- 01/1975–06/1976: Erwin Singer
- 07/1976–12/1976: Hans-Joachim Klein
- 01/1977–06/1978: Horst Singer
- 07/1978–06/1980: Erwin Blum
- 07/1980–06/1982: Wolf-Dieter Nagel
- 07/1982–06/1984: Erwin Blum
- 07/1984–06/1986: Hans Moser
- 07/1986–06/1987: Horst Keilwerth
- 07/1987–06/1988: Zdravko Miljak
- 07/1988–06/1989: Arnulf Dümmel
- 07/1989–12/1989: Armin Eisele
- 12/1989–12/1992: Thomas Kibele (2. Liga)
- 12/1992–06/1993: Rolf Schlögl (2. Liga)
- 07/1993–06/1994: Stefan König (2. Liga)
- 07/1994–04/1996: Rolf Brack (2. Liga, SG mit Scharnhausen)
- 04/1996–07/1998: Oleg Gagin (2. Liga, SG mit Scharnhausen)
- 07/1998–07/2000: Kurt Reusch (2. Liga)
- 07/2000–12/2003: Christian Fitzek (2. Liga, Aufstieg 2001)
- 12/2003–02/2004: Milomir Mijatović
- 02/2004–02/2004: Marc Nagel
- 02/2004–07/2004: Kurt Reusch/Marc Nagel
- 07/2004–12/2013: Velimir Petković
- 12/2013–07/2014: Aleksandar Knežević
- 07/2014–09/2017: Magnus Andersson
- 09/2017–06/2018: Rolf Brack
- 06/2018–11/2022: Hartmut Mayerhoffer
- 11/2022–06/2024: Markus Baur
- seit 07/2024: Benjamin Matschke

## Frauen Handballbundesligamannschaft

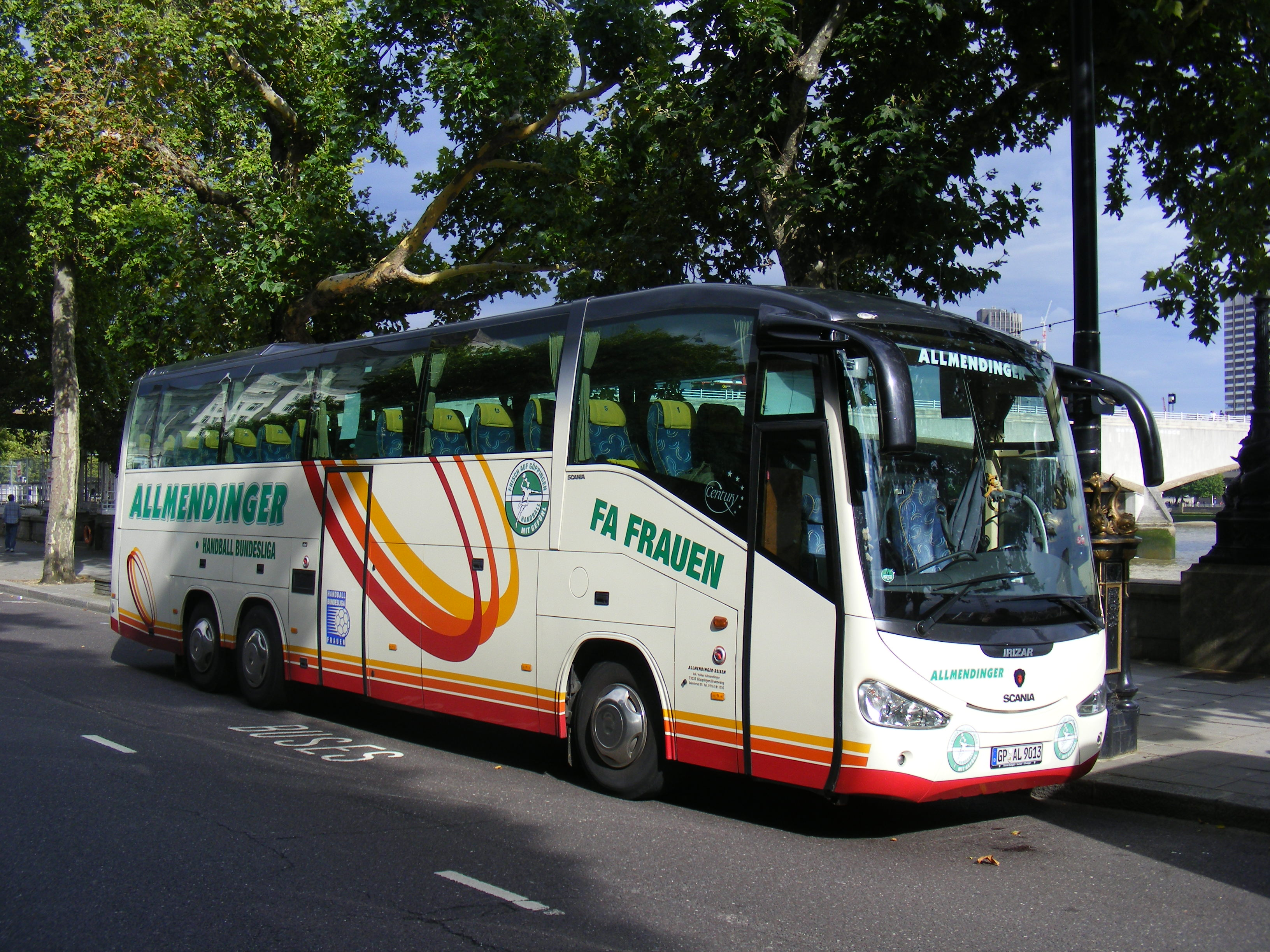
Mannschaftsbus der Frisch Auf Frauen am 12. August 2011

### Kader für die Saison 2024/25
| Nr. | Nat.        | Name               | Position | Geburtstag | seit | Letzter Verein             |
| --- | ----------- | ------------------ | -------- | ---------- | ---- | -------------------------- |
| T   | Deutschland | Nico Kiener        | Trainer  | 29.01.1979 | 2021 |                            |
| 61  | Deutschland | Celina Meißner     | TW       | 19.08.1998 | 2024 | VfL Waiblingen             |
| 72  | Ungarn      | Petra Hlogyik      | TW       | 28.02.1999 | 2023 | ŽORK Jagodina              |
| 5   | Deutschland | Ann Kynast         | RR       | 06.06.2001 | 2024 | HSG Blomberg-Lippe         |
| 6   | Niederlande | Britt van der Baan | RA       | 24.08.2001 | 2022 | TuS Metzingen              |
| 7   | Deutschland | Lea Watzl          | LA       | 12.02.2005 |      |                            |
| 9   | Deutschland | Gianina Bianco     | RA       | 21.09.2004 | 2024 | TSG Ketsch                 |
| 16  | Niederlande | Mariël Beugels     | RM       | 15.01.1998 | 2024 | LUGI HF                    |
| 18  | Deutschland | Sarah Irmler       | LA       | 11.07.1997 | 2022 | TSV Haunstetten            |
| 20  | Deutschland | Louisa de Bellis   | KM       | 20.01.1998 | 2021 | VfL Waiblingen             |
| 22  | Deutschland | Sina Ehmann        | RL       | 03.11.2000 | 2022 | HSV Solingen-Gräfrath      |
| 24  | Deutschland | Luisa Scherer      | RA       | 08.07.2001 | 2021 | Buxtehuder SV              |
| 26  | Deutschland | Leonie Patorra     | RM       | 26.07.2001 | 2022 | HSG Bad Wildungen          |
| 33  | Deutschland | Luisa Schulze      | KM       | 14.09.1990 | 2024 | Vipers Kristiansand        |
| 63  | Deutschland | Stephanie Elies    | RL       | 28.01.2001 | 2022 | SG Kappelwindeck/Steinbach |
| 77  | Deutschland | Carmen Moser       | RL       | 07.03.1995 | 2023 | Sport-Union Neckarsulm     |
| 81  | Deutschland | Lea Neubrander     | RL       | 17.01.2000 | 2023 | SG H2Ku Herrenberg         |
| 95  | Deutschland | Lara Däuble        | RR       | 12.09.2006 | 2024 | SG Schozach-Bottwartal     |

#### Zugänge 2024/25
- Celina Meißner (VfL Waiblingen)[27]
- Ann Kynast (HSG Blomberg-Lippe)[28]
- Gianina Bianco (TSG Ketsch)[29]
- Lara Däuble (SG Schozach-Bottwartal)[30]
- Luisa Schulze (Vipers Kristiansand)[31]
- Mariël Beugels (LUGI HF)[32]

#### Abgänge 2024/25
- Anne Bocka (Karriereende)[33]
- Selina Kalmbach (TuS Metzingen)[34]
- Pascale Wyder (Karriereende)[35]
- Louisa Wolf (Karriereende)[35]
- Klara Schlegel (Békéscsabai Előre NKSE)[36]
- Marlena Urbańska (Molde HK)[37]

#### Zugänge 2025/26
- Nicola Merz (2. Mannschaft)[38]
- Aylin Bornhardt (SG Schozach-Bottwartal)[38]
- Haruno Sasaki (Borussia Dortmund)[39]

#### Abgänge 2025/26
- Carmen Moser (Karriereende)[40]
- Sarah Irmler (Karriereende)[40]
- Britt van der Baan (TSV Bayer 04 Leverkusen)[41]

### Liste der Trainer
- ???? – 07/2003: Günter Schweizer
- 07/2003 – 01/2006: Heike Kemmner
- 01/2006 – 01/2006 Hagen Gunzenhauser
- 01/2006 – 10/2006: Olaf Schimpf
- 10/2006 – 10/2007: Hagen Gunzenhauser
- 10/2007 – 07/2009: Emir Hadzimuhamedovic
- 07/2009 – 12/2013: Aleksandar Knežević
- 12/2013 – 12/2013: Nedeljko Vujinović
- 12/2013 – 07/2014: Vasile Oprea
- 07/2014 – 01/2021: Aleksandar Knežević
- 01/2021 – 01/2021: Vladimir Jelesić (Interimstrainer)
- seit 01/2021: Nico Kiener

## Jugendarbeit
Die Frisch Auf-Handballjugend besteht aus insgesamt ca. 350 Kindern und Jugendlichen ab 8 Jahren.
Für die 13- bis 18-Jährigen steht die Weiterentwicklung von Koordination, Technik, Konditionsaufbau und die Schulung von Wettkampfverhalten, Durchsetzungsvermögen, Wille und Ehrgeiz im Vordergrund. Die Handball-Abteilung hat derzeit ca. 550 Mitglieder.

Die Frisch Auf-Jugendtrainer besuchen dabei regelmäßig Fortbildungen zu Kommunikation, Konfliktmanagement, Gruppendynamik, Sportmedizin und Sportförderung. Die Mannschaften der männlichen C-, B- und A-Jugend werden im Nachwuchscenter der Profimannschaft geführt und spielen in der höchsten Spielklasse ihrer Altersgruppe.

### Nachwuchscenter
Seit 2008 betreibt Frisch Auf nach den Lizenzrichtlinien der Handball-Bundesliga ein Nachwuchscenter, das zunächst vom ehemaligen Frisch Auf-Spieler Pascal Morgant geleitet wurde. Inzwischen führt der Sportliche Leiter von Frisch Auf Christian Schöne das Nachwuchscenter. Frisch Auf Göppingen erhält regelmäßig das Jugendzertifikat der LIQUI MOLY Handball-Bundesliga.

Ziele des Nachwuchscenter sind u. a. ein altersgerechtes, leistungsorientiertes Training und ein einheitliches Ausbildungskonzept für die Mannschaften aller Altersklassen. Außerdem sollen die Talente an den Bundesliga-Kader herangeführt werden und sich Frisch Auf als anerkannter Ausbildungsverein etablieren.

### Kooperationen
Frisch Auf Göppingen kooperiert im Handball mit dem TSB Horkheim, TV Plochingen und VfL Pfullingen.

## Sportstätten

### EWS Arena
Die Heimat der beiden Bundesligamannschaften (Frauen/Männer) im Handball ist die 5.600 Zuschauer (davon 3.678 Sitzplätze) fassende EWS Arena (bis Mai 2008 Hohenstaufenhalle) in Göppingen. Diese wurde von 1964 bis 1967 gebaut und von 2008 bis 2009 umgebaut und erweitert. Während der Umbauzeit trug die Herrenmannschaft ihre Heimspiele in der Porsche-Arena in Stuttgart aus, die Damenmannschaft wich in die Neckartalsporthalle in Wernau aus. Der Spitzname der Halle ist Hölle Süd.

### Weitere Sportstätten
- Städtisches Frisch Auf Stadion
- Natowiese
- Städtischer Allwetterplatz (Kunstrasen)
- Judohalle Frisch Auf Göppingen
- Parkhaus-Sporthalle
- Sporthalle Bergreute Schlierbach
- Sporthalle Bereitschaftspolizei
- Turnhalle Bodenfeld
- Turnhalle Grundschule im Stauferpark
- Sporthalle im Berufsschulzentrum Öde
- Turnhalle Hohenstaufen Gymnasium
- Turnhalle Freihof Gymnasium
- Turnhalle Werner Heisenberg-Gymnasium
- Gymnastikhalle Werner Heisenberg-Gymnasium
- Turnhalle Schiller Realschule
- Turnhalle Albert Schweitzer Schule
- Turnhalle Walter Hensel Schule
- Wilhelm Busch Schule
- Fitnessstudio Sport Planet

## Abteilungen
- Badminton
- Boxen
- Faustball
- Fußball
- Gymnastik
- Handball
- Jazztanz
- Judo / Ju-Jutsu
- Karate
- Shinkendo
- Kinderturnen
- Leichtathletik
- Rollstuhlbasketball
- Tischtennis
- Tennis
- Gerätturnen
- Sportakrobatik
- Herzsport